# Justin Mučenik
Sveti Justin mučenik (Flavia Neapolis, 100. – Rim, 165.), kršćanski filozof i mučenik, najplodniji i najpoznatiji apologet 2. stoljeća. Katolička Crkva ga slavi kao sveca, mučenika i ubraja ga među Crkvene Oce. Njegova dva najpoznatija djela su "Prva apologija" i "Druga apologija" prema kojima je bio prvi koji je branio kršćansku misao pred poganima.

## Životopis
Justin dolazi iz obitelji koja je latinskih korijena i koja je živjela u Samariji. Rođen je u poganstvu, a odgojen u kulturi svoga vremena te je pohađao filozofske škole stoika, peripatetika, pitagorejaca i naposljetku neoplatonista. Završivši sve navedene škole, djelovao je kao filozof u Ateni. Međutim, željan spoznaje prave istine, osjećao je da ni u jednoj ovoj školi nije mogao zadovoljiti žeđ za pravom spoznajom Boga, sve dok se nije upoznao s kršćanstvom, vjerojatno u Efezu oko 130. godine. Nakon toga, kao laik je branio i naučavao "novu filozofiju" – kršćanstvo. U Rim dolazi oko 140. godine te tu osniva vlastitu školu u kojoj besplatno uvodi učenike u kršćansku vjeru. Borio se protiv marcionita i gnostika. Njegov učenik je bio Tacijan. Bio je optužen zbog ispovijedanja kršćanske vjere (vjerojatno od ciničkog filozofa Krescenta) te je umro mučeničkom smrću zajedno sa svojih šest prijatelja oko 164. godine.

## Djela
Justin je napisao dvije Apologije upravljene Antoninu Piju, dužu u 68 poglavlja i kraću u 15 poglavlja. Još je napisao i "Dijalog s Trifonom". Iz ovih djela se može razabrati organizacija i život prve kršćanske zajednice   
- Prva apologija

Napisana je oko 155. godine u dva dijela. U prvom pobija klevete pogana o kršćanima koje ukazuju na sličnosti između Isusa Krista i božanstava iz starijih mitologija. Justin Mučenik navodi da je Sotona bio upoznat s proročanstvima o Isusu Kristu te je putovao kroz vrijeme i u određene antičke mitove umetnuo slične bogove kako bi kasnije mogao diskreditirati Isusa Krista.
To je kraći i negativni dio. U drugom dijelu koji je širi i pozitivan, Justin izlaže i objašnjava sadržaj kršćanskog nauka iznoseći opširno dokaz za vjeru u Kristovo božanstvo. U sljedećim poglavljima opisuje kršćansku inicijaciju i euharistijsku liturgiju. Uvjeren je da je kršćanstvo progonjeno samo zato što ga se dobro ne poznaje. Zato nastoji naširoko izložiti kršćansko učenje, običaje, kult, Sveto Pismo.
- Druga apologija

Napisana je kao nadopuna prvoj. Justin ju je napisao povodom mučeničke smrti triju kršćana zbog ispovijedanja svoje vjere. Justin prosvjeduje protiv toga i želi utjecati na javno mnijenje. Veliki dio ove apologije posvećuje pobijanju stoicizma i platonizma dokazujući uzvišenost kršćanstva nad tim filozofijama.
- Razgovor s Trifunom

Djelo je napisano u obliku dijaloga kojeg Justin ima sa Židovom Trifunom. Dok je u apologijama bio u polemici s poganima, ovdje ulazi u polemiku sa Židovima koji su se jednako opirali kršćanstvu kao i pogani. Također opisuje i svoje duševno proživljavanje obraćenja.

## Justinova Teologija
Obrazlažući Justinovu teologiju treba imati u vidu da ne posjedujemo autorovo cjelovito izlaganje kršćanske vjere, a izgubljeni su spisu upravo oni koji su u pravom smislu teološki. Braneći vjeru protiv nevjernika, prvenstveno se poziva na razum. Uvjeren da istina najbolje sebe brani, počeo je kršćansku istinu opširno iznositi i tumačiti. Traži sličnosti između crkvenog nauka i onog grčkih pjesnika, s ciljem da dokaže kako je kršćanstvo jedina zdrava filozofija. Osjeća se utjecaj platonizma, koji je u Justinovim očima bio filozofija najviše vrijednosti.
Najbolje možemo opisati Justina riječima Ivana Pavla II. kao: "pionira pozitivnog susreta s filozofskom mišlju, premda pod znakom opreznog razlučivanja": on doista, "iako je i nakon obraćenja zadržao osobito poštovanje prema grčkoj filozofiji, snažno je i jasno tvrdio da je u kršćanstvu pronašao 'jedinu sigurnu i plodonosnu filozofiju' (Dial. 8,1)" (‘’Fides et Ratio’’, 38).

## Vanjske poveznice
Mrežna mjesta
- Justin, sv. Hrvatska opća enciklopedija
- Opera Omnia dal Migne Patrologia Graeca con indici analitici e traduzioni (EN, IT, PT)
- Razgovor s Trifunom ed. Philippe Bobichon (fr.)
- L'Apologia Prima e l'Apologia Seconda di Giustino  Arhivirana inačica izvorne stranice od 15. travnja 2009. (Wayback Machine).
- Patrologija